# Flisbäcken
Flisbäcken är ett vattendrag i norra Ångermanland, i Örnsköldsviks kommun. Längd cirka 25 km. Flisbäcken är högerbiflöde till Husån och rinner upp nära Liarkullen, cirka en halvmil ostsydost om Långviksmon. Flisbäcken rinner förbi byarna Hundsjö och Flisbäcken, innan den mynnar i Husån cirka 8 km öster om Gideå. 